# أنطونيو بورغز
أنطونيو بورغز (بالبرتغالية: António Borges d'Almeida‏) هو فارس ‏ برتغالي، ولد في 18 أكتوبر 1898 في مملكة البرتغال في البرتغال، وتوفي في 24 سبتمبر 1959 في ريو دي جانيرو في البرازيل.

## وصلات خارجية
- أنطونيو بورغز على موقع اللجنة الأولمبية الدولية (الإنجليزية)
- أنطونيو بورغز على موقع أوليمبيديا (الإنجليزية)